# Hannover Rück
Hannover Rück (niem. Hannover Rück SE) – wiodące przedsiębiorstwo reasekuracyjne na świecie z siedzibą w Hanowerze (Niemcy), spółka publiczna notowana na giełdzie frankfurckiej. Firma została założona w roku 1966 pod nazwą Aktiengesellschaft für Transport und Rückversicherung (ATR).
Przedmiotem działalności jest organizowanie i prowadzenie działalności reasekuracyjnej dla wszystkich transakcji, innych niż ubezpieczenia na życie oraz ubezpieczenia zdrowotne. Hannover Rück utrzymuje stosunki handlowe z ponad 5000 zakładami ubezpieczeniowymi w 150 państwach. Jej światowa sieć placówek składa się z ponad 100 filii, oddziałów i przedstawicielstw na wszystkich pięciu kontynentach. Łącznie przedsiębiorstwo zatrudnia około 2500 pracowników.